# Mutiscua (ort)
Mutiscua är en ort i Colombia.   Den ligger i departementet Norte de Santander, i den norra delen av landet, 300 km norr om huvudstaden Bogotá. Mutiscua ligger 2 609 meter över havet och antalet invånare är 918.
Terrängen runt Mutiscua är kuperad åt sydväst, men åt nordost är den bergig. Mutiscua ligger nere i en dal som går i nord-sydlig riktning. Runt Mutiscua är det ganska glesbefolkat, med 34 invånare per kvadratkilometer. Närmaste större samhälle är Pamplona, 13,7 km nordost om Mutiscua. Trakten runt Mutiscua består i huvudsak av gräsmarker.